# Лидль, Йозеф
Йозеф Лидль или Лидель (нем. Joseph Lidel, Lidl; 1803 — 1878) — немецко-британский виолончелист.
Внук Андреаса Лидля, известного в конце XVIII века исполнителя на баритоне. Учился музыке в Мюнхене у Филиппа Моральта.
В 1824—1830 гг. участник так называемого струнного квартета братьев Херрман во главе с Якобом Цойгером (музыканты называли себя братьями из маркетинговых соображений), широко гастролировал в составе коллектива по Германии, Швейцарии, Нидерландам, Франции и Великобритании; особенность концертов коллектива состояла в том, что часть программы они исполняли как вокальный квартет.
После распада квартета в 1830 году обосновался в Дублине, где концертировал как инструменталист и вокалист и вёл обширную преподавательскую работу. В 1840—1841 гг. вместе с Джулио Регонди, исполнителем на концертине, совершил турне по Европе, выступив в Вене, Праге и Лейпциге (высшей точкой этих гастролей стал концерт 31 марта 1841 года в лейпцигском Гевандхаусе, организованный Кларой Шуман). В 1848 г. стал одним из первых профессоров Ирландской академии музыки.
В начале 1850-х гг. возглавлял хоровое общество Glee Union в Ливерпуле; в этом коллективе делал свои первые шаги под руководством Лидля будущий знаменитый певец Чарльз Сэнтли. Перевёл на английский язык «Школу игры на виолончели» Себастьяна Лее (1871). Автор различных переложений для своего инструмента (в том числе фортепианных пьес Джона Филда, Адольфа Гензельта и др.).